# Corey Feldman
Corey Scott Feldman (nascut el 16 de juliol de 1971) és un actor i músic nord-americà. Quan era jove, es va fer molt conegut pels seus papers en pel·lícules populars dels anys vuitanta com ara Friday the 13th: The Final Chapter (1984), Gremlins (1984), Els Goonies (1985) i Compta amb mi. Feldman va col·laborar amb Corey Haim protagonitzant nombroses pel·lícules com la comèdia de terror Joves ocults (1987), la comèdia per a adolescents License to Drive (1988) i la comèdia romàntica Si els somnis es fessin realitat (1989). Es van reunir per a la sèrie de telerealitat A&E The Two Coreys, que es va desenvolupar del 2007 al 2008.
Feldman va experimentar un èxit decreixent a la indústria cinematogràfica quan era adult, enmig de conflictes personals ben publicitats amb Haim per l'abús de substàncies de Haim i amb Michael Jackson, que s'havia fet amic d'ell durant la seva etapa com a celebritat adolescent. Tot i que s'ha mostrat obertament sobre l'abús sexual a la indústria de l'entreteniment, també s'ha enfrontat a l'escrutini públic sobre Corey's Angels i també ha estat acusat de mala conducta sexual. Feldman ha publicat sis àlbums, entre ells  Love Left (1992), Former Child Actor (2002), i Angelic 2 the Core (2016).

## Primers anys
Corey Scott Feldman va néixer el 16 de juliol de 1971 a Reseda (Los Angeles), fill de Bob i Sheila (née Goldstein) Feldman, un músic i una cambrera de còctels, respectivament. Va ser criat jueu. Feldman ha afirmat que els seus pares l'explotaven pel seu potencial de guanys com a actor infantil i que la seva mare era abusiva. Ella ha negat les seves acusacions.

## Carrera

### 1980–1989: anys d'adolescència i descobriment
Feldman va començar la seva carrera a l'edat de tres anys, apareixent en un anunci de McDonald's. En la seva joventut, va aparèixer en més de 100 anuncis de televisió i en 50 sèries de televisió, incloses The Bad News Bears, Mork & Mindy, Eight Is Enough, One Day at a Time, Madame's Place, i Cheers. Va aparèixer a les pel·lícules Els passatgers del temps i The Fox and the Hound de Disney. El 1981 va aparèixer a l'especial infantil de comèdia musical de NBC How to Eat Like a Child al costat d'altres futures estrelles infantils com Billy Jayne i Georg Olden. El 1982, va interpretar "Little Big" Jim Malloy a la comèdia de situació d'un sol episodi Cass Malloy, que va servir com a pilot per a la posterior comèdia de situació She's the Sheriff.

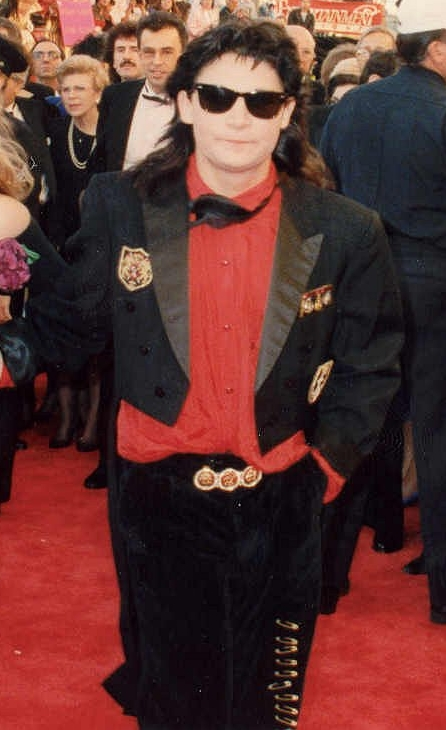
Feldman als Premis Oscar de 1988

Feldman es va fer conegut com un ídol adolescent a la dècada de 1980. A mitjans i finals dels anys vuitanta, "era conegut per ser un dels pin-ups adolescents més populars del món". Va aparèixer en diverses pel·lícules consecutives de gran recaptació durant aquest període; aquestes pel·lícules incloïen Friday the 13th: The Final Chapter (1984), Gremlins (1984), Friday the 13th: A New Beginning (1985), Els Goonies (1985) i Compta amb mi (1986) com a Teddy Duchamp, juntament amb River Phoenix, Wil Wheaton, i Jerry O'Connell. El 1987, Feldman va aparèixer amb Corey Haim a Joves ocults, on va interpretar a Edgar Frog, un paper que va repetir en dues seqüeles directes a vídeo anys més tard, Lost Boys: The Tribe (2008) i Lost Boys: The Thirst (2010). Joves ocults va marcar la primera aparició a la pantalla de Feldman i Haim plegats, que es van conèixer com "The Two Coreys". La parella va protagonitzar una sèrie de pel·lícules, com ara  License to Drive (1988) i Si els somnis es fessin realitat (1989). Feldman també va posar veu al personatge de Donatello a la pel·lícula original d'imatge real Les Tortugues Ninja movie.

### 1990–present: fluctuacions a la carrera
Després d'una batalla pública amb les drogues (que va començar poc després que conclogués el rodatge de The 'Burbs el 1989), Feldman va lluitar per restablir la seva vida i la seva carrera treballant amb joves, protagonitzant diverses pel·lícules menys conegudes i ampliant-se amb un àlbum titulat Love Left. Va tornar a la gran pantalla amb Les fabuloses Tortugues Ninja 3, una vegada més proporcionant la veu de Donatello, i va protagonitzar la pel·lícula de Richard Donner/Robert Zemeckis/Joel SilverTales From The Crypt Presents: Bordello of Blood al costat de Dennis Miller i Angie Everhart. El 1995, Feldman va protagonitzar amb Haim la seva darrera pel·lícula principal junts, Dream a Little Dream 2. A finals de la dècada de 1990, Feldman va protagonitzar la sèrie de la CBS Dweebs. El 1996, Feldman va aparèixer al costat de la seva antiga coprotagonista de Compta amb mi Jerry O'Connell a "Electric Twister Acid Test", un episodi de la sèrie de Fox Network sèrie Sliders. El 1999, va aparèixer com a oficial Corey Feldman al vídeo musical del senzill de New Found Glory "Hit or Miss". El mateix any, va fer una aparició a la sèrie de televisió The Crow: Stairway to Heaven. El 2003, va aparèixer a la sèrie de realitat impulsada per celebritats The Surreal Life a The WB. També va fer una aparició cameo a la pel·lícula Dickie Roberts: Former Child Star protagonitzada per David Spade. Va aparèixer a l'estrena en sales My Date with Drew i va ser la veu de "Sprx-77" a la sèrie de Toon Disney/ABC Family Super Robot Monkey Team Hyperforce Go!.
El 2005, Feldman va interpretar a Michael Douglas a l'obra de teatre Off-Broadway Fatal Attraction: A Greek Tragedy, una paròdia de la pel·lícula de 1987 Atracció fatal. L'any 2007, Feldman i Haim van començar una sèrie de televisió de realitat titulada The Two Coreys a la A&E Network. El gener de 2008, van començar la producció de la segona sèrie de "The Two Coreys". També va ser productor executiu durant les dues temporades. El gener de 2012, Feldman es va unir a la sèrie de televisió britànica Dancing on Ice amb la patinadora Brooke Castile. El 28 d'octubre de 2013, Feldman va publicar les seves primeres memòries, Coreyography. El llibre detalla la seva vida primerenca com a actor infantil fins a la mort de Corey Haim. També parla de les seves lluites amb l'addicció i com a víctima d'abús sexual infantil a Hollywood. L'abril de 2018, Feldman va ser guardonat amb un premi a la trajectòria a la tercera edició dels premis Young Entertainer.
L'octubre de 2019, Feldman va aparèixer en un episodi de Marriage Boot Camp. El setembre de 2020, va presentar una demanda contra We TV i Think Factory Media per abús emocional, al·legant que va ser "ostatge" al plató. També va afirmar que We TV "va falsificar informació al públic i va desacreditar el senyor Feldman com a mentider al seu programa" i va al·legar que el Marriage Boot Camp "va glamoritzar l'abús" i va causar "angoixa". El març de 2021, va abandonar la seva demanda contra We TV. Els registres judicials no van indicar si van arribar a un acord.
Feldman es va fer amic del director Jordan Peele que el va anomenar "una de les icones adolescents més grans de tots els temps"". El 2023, Peele va programar projeccions de la pel·lícula de Feldman The Birthday (2005) al Film at Lincoln Center. Peele va descriure la pel·lícula com "una experiència de WTF que acabo de veure" comparant-la amb Nope dient que ambdues pel·lícules parlen d' "explotació i esborrat".
El 2024, Feldman va competir a la temporada onzena de The Masked Singer com a concursant de comodí "Seal". Tot i que va ser eliminat a la final del grup B juntament amb Clay Aiken i Ruben Studdard com a "Beets", hi va haver referències a les seves interaccions amb Jenny McCarthy.

## Carrera musical
Feldman diu que la seva influència més gran ha estat el seu ídol Michael Jackson. Feldman va dir que va estudiar els seus moviments de ball i l'estil de moda i "el va copiar sense esforç". La seva primera experiència de ball públic va ser quan tenia 12 anys, va sincronitzar de llavis la cançó de Michael Jackson "Billie Jean".
El 1992 va publicar el seu primer disc Love Left. Després va llançar el seu segon àlbum, Still Searching for Soul (1999), amb la seva banda, Corey Feldman's Truth Movement. El 2002, Feldman va llançar un àlbum en solitari, Former Child Actor, i el va promocionar amb una segona gira pels Estats Units. Va aparèixer al vídeo musical del senzill de Moby "We Are All Made of Stars".
El 2010, Feldman va aparèixer al vídeo musical del senzill "1983" de Neon Trees. El 2011, també va aparèixer al vídeo musical del senzill de Katy Perry "Last Friday Night". L'abril de 2013, Feldman també va aparèixer al vídeo musical del senzill Mac Miller "S.D.S.". L'octubre de 2013, va aparèixer al vídeo musical de "City of Angels" de Thirty Seconds to Mars.
El 2016 per promocionar el seu àlbum doble Angelic 2 the Core, va actuar amb Corey's Angels al Today Show. L'àlbum va ser un homenatge a Michael Jackson i Corey Haim però l'actuació es va fer viral i molts en línia es van burlar d'ella, inclosa Rolling Stone que la va titllar d' "estranya". Anthony Fantano el va classificar com el pitjor àlbum del 2016 i de la dècada del 2010.
El 2023, Feldman va actuar al festival de música punk rock Riot Fest a Chicago, Illinois. La reserva de Feldman va rebre crítiques. Julie River de la New Noise Magazine va escriure: "La reserva de Corey Feldman per a aquest espectacle va ser una mica mesquina. Si alguna vegada has vist un vídeo de Feldman actuant en directe, notaràs que és completament exagerat, pretensiós i totalment estrany". River va descriure l'actuació escrivint: "La música és mediocre en el millor dels casos, però la coreografia i el teatre de Feldman són positivament risibles... Feldman va passar una quantitat desmesurada de temps a l'escenari queixant-se de les seves ex dones, cosa que semblava un tòpic de Hollywood i una mica misògin".
El 12 de febrer de 2025 el bateria de Feldman, Duke Gadd (fill de Steve Gadd) va morir per una sobredosi de fentanil.

## Controvèrsia

### Corey's Angels

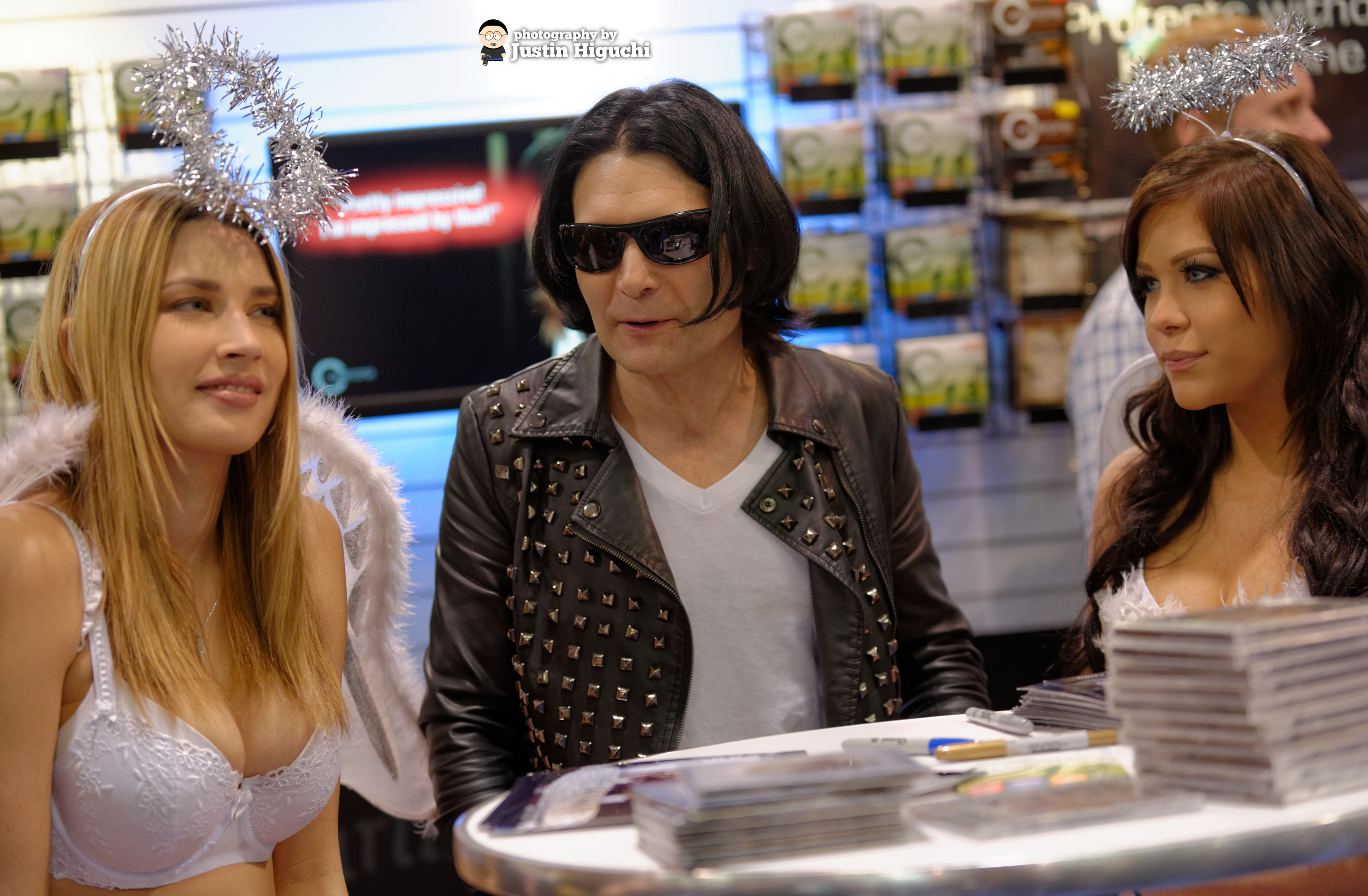
Corey Feldman amb dues de les seves Corey's Angels el 2015

El 2015, Feldman i la seva xicota, Courtney Anne Mitchell, van aparèixer en un episodi de la quarta temporada de la sèrie de telerealitat Celebrity Wife Swap. La seva xicota es va intercanviar amb la promesa de l'actor i còmic Tommy Davidson, Amanda. Feldman es veu a si mateix com un gerent semblant a Hugh Hefner sobre el grup de dones conegut com "Corey's Angels". Feldman afirma que havia ajudat a les dones a tenir carreres a la vida, però a través de la seva empresa, Corey's Angels, pot tenir control sobre elles i beneficiar-se econòmicament. A l'episodi, Feldman diu a aquestes dones què s'han de posar, menjar i fer el que els digui. Alguns espectadors van trobar l'episodi inquietant i esgarrifós. Corey's Angels és un grup musical creat per Feldman.
El setembre de 2016, va fer una aparició al programa Today per donar suport al seu àlbum Angelic 2 the Core, que va provocar backlash per la seva naturalesa inusual. Després de l'aparició al programa Today Feldman va tenir una entrevista amb The Hollywood Reporter on va parlar de la creació de Corey's Angels. Va dir que va conèixer dones a la Playboy Mansion que tenien somnis d'actuar i cantar i va dir: "M'agrada ajudar-les... per ajudar les noies que estaven una mica perdudes i necessitaven ajuda per trobar el seu camí". Va descriure la situació com una "entitat de gestió, desenvolupament i producció de 360 graus". Va afegir que van buscar noies de 18 anys que considerava "virtuoses, honestes i lleials". A Feldman se li va preguntar sobre un contracte que es mostrava a l'episodi Celebrity Wife Swap i va dir que, tot i que no era del tot real, "hi ha certes regles que tenim. En això van basar aquest contracte". Feldman va dir que el punt de l'organització és veure "si podríem agafar-les i modelar-les mentre encara són joves i impressionables, mentre que siguin modelables, per dir-ho d'alguna manera, podem ajudar-les a prendre les decisions correctes". Feldman va negar qualsevol acusació que l'empresa degradava a les dones.

## Vida personal
Feldman va declarar que va començar la "Proclamació d'Emancipació a Hollywood" als 15 anys, quan se li va concedir l'emancipació dels seus pares. Va declarar que tenia un valor d'1 milió de dòlars als 15 anys, i quan el jutge va ordenar que es presentessin els registres bancaris, només quedaven 40.000 dòlars.
El 28 de març de 2018, Feldman va afirmar que va rebre una petita punxada i es va ingressar a un hospital. Més tard, la policia va informar que no tenia cap laceració.
Feldman és un demòcrata i un defensor del benestar animal i dels drets dels animals; s'ha adherit a una dieta vegetariana des de la seva joventut. Va aparèixer amb la seva dona en una campanya publicitària de la PETA que promou el vegetarianisme.Va ser guardonat amb el premi Paws of Fame de la Wildlife WayStation per la seva dedicació als drets dels animals.  Feldman creu en el paranormal.

### Abús de drogues i alcohol
Feldman ha parlat públicament sobre les seves lluites amb l'addicció a les drogues i l'alcoholisme, que va dir que va començar a causa de l'abús de la seva mare i el seu abús sexual mentre estava a la indústria del cinema. El setembre de 1990, es va informar que havia estat acusat de tinença d'heroïna en el que es va descriure com el seu segon càrrec relacionat amb narcòtics des del març de 1990. He has said that he underwent a 10-month rehabilitation process to recover from his addiction to heroin.
L'octubre de 2016, va negar estar drogat quan va actuar al programa Today el mes anterior. L'octubre de 2017, la seva banda es va aturar a Mangham, Louisiana. El seu guàrdia de seguretat i quatre membres més del seu grup van ser acusats de delictes de drogues, inclosa la possessió de Xanax.

### Amistat amb Corey Haim
Feldman i el seu company Corey Haim eren amics íntims. Feldman va conèixer a Haim als 14 anys al plató de Joves ocults, una pel·lícula en la qual van actuar tots dos. Els dos es van fer coneguts com a "The Two Coreys". Els dos Coreys "es van convertir en els amfitrions d'una nit de festa setmanal per a menors d'edat per a Hollywood Youth anomenada Alphy's Soda Pop Club". Els dos Coreys protagonitzaren plegats License to Drive (1988) i Si els somnis es fessin realitat (1989) together. Convertits en una marca, The Two Coreys va assolir la fama i la notorietat general com a ídols adolescents. No obstant això, tant Feldman com Haim van experimentar descensos professionals a causa del consum de drogues.
The Two Coreys, un reality show sobre ells, es va emetre a la A&E Network del 2007 al 2008. La disgregació de la relació entre els antics millors amics va provocar una pausa de sis mesos abans de la segona temporada. Abans de la mort de Haim, ell i Feldman es van reconciliar fora de la càmera.
Després d'una llarga batalla contra l'addicció a les drogues, Haim va morir de pneumònia el 2010. Després de la mort de Haim, Feldman va dir que "esperava que el seu amic fos recordat "com un personatge bell, divertit i enigmàtic que no va aportar més que llums, entreteniment i art a totes les nostres vides".
El 2020, Feldman va llançar My Truth: The Rape of 2 Coreys. El documental explora l'amistat entre Feldman i Haim i assegura que tots dos van ser abusats sexualment de nens a la indústria de l'entreteniment.

### Amistat amb Michael Jackson
Feldman era molt amic de Michael Jackson, quan era nen i adolescent. En el seu llibre Coreyography i en diverses entrevistes, va escriure i parlar de les seves experiències positives de la infància amb Jackson: "El món de Michael Jackson, per boig que sembli, s'havia convertit en el meu lloc feliç... Quan estava amb Michael, era com tornar a tenir deu anys."
L'any 2001, la seva amistat va acabar perquè Jackson va pensar, basant-se en informació errònia, que Feldman el retrataria negativament en un llibre proper. Feldman va afirmar que l'11 de setembre de 2001, Jackson va ajudar a treure Marlon Brando, Elizabeth Taylor i Liza Minnelli de la ciutat de Nova York, però no el va ajudar a ell. Al seu torn, es va venjar amb la cançó, "Megalo Man", amb la lletra: "Vaig creure en les teves paraules/Vaig creure en les teves mentides/Però al setembre a Nova York/Me vas deixar morir/T'estimo, Megalo Man".
Al febrer de 2005, Feldman va ser citat per declarar contra Jackson en el judici al cantant per abusos sexuals a menors. Finalment, no va declarar. Feldman va dir: "Vaig començar a mirar cada peça d'informació, i amb això va sorgir aquesta repugnant constatació que hi ha hagut molts fets a la meva vida i en la meva relació amb Michael que m'han creat un dubte". Tot i que va ser inflexible que Jackson no el va tocar mai, Feldman va explicar que quan tenia 13 o 14 anys, Jackson li va mostrar una vegada un llibre "centrat en les malalties venèries i els genitals". Com a adult, Feldman va veure aquest comportament com a inadequat però més tard va descriure l'incident amb Jackson "només de ser pare d'un nen que no tenia cap guia".
Quan Jackson va morir el 2009, Feldman va dedicar un concert a l'hospital de Los Angeles amb la seva banda de rock, Truth Movement, al cantant.
El 2013, Feldman es va pronunciar en defensa de Jackson arran de les acusacions d'abusos sexuals fetes per Wade Robson. Va negar explícitament que Michael Jackson hagués molestat a nens. El 2017, Feldman va afirmar que es van fer esforços per incriminar Jackson per tal d'enterrar les denúncies de Feldman d'abús contra altres persones.
Després que l'any 2019 es plantegessin noves acusacions contra Jackson pel documental Leaving Neverland, Feldman va repetir que Jackson mai no havia actuat de manera inadequada cap a ell i va qualificar el documental d'"unilateral". Dos dies després, va canviar la seva posició, dient que "ja no podia defensar" Jackson i va afegir: "Arriba a un punt en què, com a defensor de les víctimes... es fa impossible per a mi seguir sent virtuós i, almenys, no tenir en compte el que es diu." Tanmateix, el desembre de 2019, Feldman va declarar en un tuit: "Estic amb totes les víctimes. Tanmateix, això no negarà mai els temps i els records que vam compartir. Aquestes van ser [les nostres] experiències i, mentre que vaig ser víctima d'un abús sexual, el meu temps [amb] MJ va ser pur i innocent, i aquesta és la persona que he triat [per] recordar".

### Matrimonis i relacions
Feldman va estar casat amb l'actriu Vanessa Marcil des de 1989 fins a 1993.
Va conèixer l'actriu i model Susie Sprague en una discoteca el gener de 2002 i es van casar el 30 d'octubre d'aquell any en l'episodi final de la primera temporada de The Surreal Life. La cerimònia va ser cooficiada per un rabí i per MC Hammer, un ministre ordenat. L'octubre de 2009, la parella es va separar després de set anys de matrimoni. Més tard aquell mes, Sprague va sol·licitar el divorci, citant diferències irreconciliables. Va demanar la custòdia completa del seu fill, amb Feldman que tenia drets de visita. També va demanar pensió compensatòria. Feldman va demanar la custòdia compartida i volia que el tribunal bloquegés la demanda de pensió compensatòria. Després d'un procés de cinc anys, el divorci de la parella es va convertir en definitiu el 2014.
El 22 de novembre de 2016, Feldman es va casar amb la seva núvia de molt de temps, Courtney Anne Mitchell. La cerimònia va ser oficiada pel productor de televisió Marklen Kennedy, a la sala de xampany Fizz d'Elton John al Caesars Palace a Las Vegas. L'agost de 2023, després de 7 anys es va anunciar que Feldman es divorciava de Courtney enmig dels seus problemes de salut continuats.

### Denúncies d'abús sexual fetes per Feldman
Feldman afirma que l'abús sexual d'actors infantils és un problema generalitzat en el món de l'espectacle. El 25 d'octubre de 2017, en resposta als casos d'abús sexual de Harvey Weinstein, va iniciar una campanya d'Indiegogo per finançar una pel·lícula sobre la seva vida per exposar l'abús sexual infantil secret que, segons ell, és tan comú a Hollywood com el sexisme i l'agressió sexual contra adults. El març de 2018, va parlar al Capitoli de l'estat de Nova York a Albany, Nova York, en suport de la Llei de víctimes infantils, que allargaria la prescripció per a les reclamacions civils derivades d'actes d'abús sexual infantil i crearia un període d'un any en el qual els abusos sexuals dels supervivents poguessin presentar una reclamació civil.
Com a adult, Feldman ha afirmat que és un supervivent de l'abús sexual infantil. Segons ell, va ser molestat per un home que primer va identificar només amb l'àlies "Ron Crimson", que treballava com a assistent del pare de Feldman. Feldman ha indicat que "Ron" va facilitar la seva iniciació a l'addicció a les drogues. Feldman va identificar més tard aquest home com a actor i antic assistent personal Cloyd Jon Grissom. També va acusar l'agent infantil Marty Weiss i l'antic agent de talent i propietari d'un club de menors de Hollywood, Alphy Hoffman, d'haver-lo abusat sexualment.
Durant un episodi de The View d'octubre de 2013, mentre Feldman promocionava la seva autobiografia Coreyography, Barbara Walters va dir que Feldman estava "danyant tota una indústria" amb les seves afirmacions. El març de 2020, al seu documental (My) Truth: The Rape of Two Coreys, Feldman va repetir una afirmació que l'actor Charlie Sheen havia violat el seu company de 13 anys Corey Haim al plató de la pel·lícula Lucas. L'afirmació va ser corroborada per la seva exdona Susie Feldman i el coprotagonista de Lost Boys Jamison Newlander. Sheen, a través del seu publicista, va negar les acusacions, titllant-les de "malaltisses, retorçades i extravagants". La mare de Haim, Judy, havia identificat un actor diferent com el violador del seu fill a The Dr. Oz Show i va dir a Entertainment Tonight que Sheen mai va violar el seu fill, qualificant les afirmacions d'"inventades".

### Denúncies de mala conducta sexual contra Feldman
El gener de 2018, Feldman va ser investigat per la policia per acusacions d'agressió sexual. No obstant això, Feldman va ser exonerat de tots els càrrecs el mes següent.
El juny de 2020, Feldman es va retirar del comitè d'Assetjament sexual de SAG-AFTRA després que SAG-AFTRA hagués emès una resolució per retirar-lo del comitè després que se li fessin una sèrie de denúncies per mala conducta sexual. Antigues membres de Corey's Angels s'han presentat i han acusat Feldman d'haver-les "abusat, assetjat sexualment i aprofitat". Aquestes dones són: Jacqueline Von Rueden, Poeina Suddarth, Margot Lane, Chantal Knippenburg, Amy Clark, Mara Moon, Jezebel Sweet, i Krystal Khali, que van detallar informació sobre la conducta de Feldman amb les dones. La resolució de la junta nacional de SAG-AFTRA també va declarar que hi havia hagut "denúncies formals a les forces de l'ordre, inclòs el Departament de Policia de Los Angeles", contra Feldman, i va afegir que "actualment hi ha investigacions en curs sobre les denúncies d'assetjament sexual".

## Filmografia

### Cinema
| Any  | Títol                                                          | paper                   | Notes                      |
| ---- | -------------------------------------------------------------- | ----------------------- | -------------------------- |
| 1979 | Els passatgers del temps                                       | Noi al Museu            |                            |
| 1981 | The Fox and the Hound                                          | Jove Copper             | Veu                        |
| 1984 | Friday the 13th: The Final Chapter                             | Tommy Jarvis            |                            |
| 1984 | Gremlins                                                       | Pete Fountaine          |                            |
| 1985 | Friday the 13th: A New Beginning                               | Tommy Jarvis als 12     |                            |
| 1985 | Els Goonies                                                    | Clark "Mouth" Devereaux |                            |
| 1986 | Compta amb mi                                                  | Teddy Duchamp           |                            |
| 1987 | Joves ocults                                                   | Edgar Frog              |                            |
| 1988 | License to Drive                                               | Dean                    |                            |
| 1989 | The 'Burbs                                                     | Ricky Butler            |                            |
| 1989 | Si els somnis es fessin realitat                               | Bobby Keller            |                            |
| 1990 | Les Tortugues Ninja                                            | Donatello               | voice                      |
| 1991 | Edge of Honor                                                  | Butler                  |                            |
| 1991 | Rock 'n' Roll High School Forever                              | Jessie Davis            |                            |
| 1992 | The Magic Voyage                                               | Pico                    | Voice                      |
| 1992 | Meatballs 4                                                    | Ricky Wade              |                            |
| 1992 | Round Trip to Heaven                                           | Larry                   |                            |
| 1993 | Blown Away                                                     | Wes Gardner             |                            |
| 1993 | Stepmonster                                                    | Phlegm                  |                            |
| 1993 | Amb l'arma a punt                                              | Jove policia            |                            |
| 1993 | Les fabuloses Tortugues Ninja 3                                | Donatello               | Veu                        |
| 1994 | Lipstick Camera                                                | Joule Iverson           |                            |
| 1994 | National Lampoon's Last Resort                                 | Sam                     |                            |
| 1994 | Maverick                                                       | Lladre de bancs         |                            |
| 1994 | A Dangerous Place                                              | Taylor                  |                            |
| 1995 | Voodoo                                                         | Andy                    |                            |
| 1995 | Dream a Little Dream 2                                         | Bobby Keller            |                            |
| 1996 | Bordello of Blood                                              | Caleb Verdoux           |                            |
| 1996 | Evil Obsession                                                 | Homer                   |                            |
| 1996 | South Beach Academy                                            | Billy Spencer           |                            |
| 1996 | Red Line                                                       | Tony                    |                            |
| 1997 | Busted                                                         | David                   | També director             |
| 1997 | Born Bad                                                       | Marco                   |                            |
| 1998 | She's Too Tall                                                 | Doug Beckwith           |                            |
| 1998 | The Waterfront                                                 |                         |                            |
| 1998 | Strip 'n Run                                                   |                         |                            |
| 1998 | Storm Trooper                                                  | Roth                    |                            |
| 2000 | The Million Dollar Kid                                         | Charles                 |                            |
| 2000 | The Scarecrow                                                  | Max el ratolí           | Acreditat com Edggar Frogg |
| 2000 | Citizen Toxie: The Toxic Avenger IV                            | Ginecòleg de Sarah      |                            |
| 2001 | Porn Star: The Legend of Ron Jeremy                            | Ell mateix              | Documental                 |
| 2001 | My Life as a Troll                                             |                         |                            |
| 2001 | Seance a.k.a. Killer in the Dark                               | John                    |                            |
| 2002 | Bikini Bandits                                                 | Angel Gabriel           |                            |
| 2002 | Project Redlight                                               |                         | Curtmetratge               |
| 2003 | Pauly Shore Is Dead                                            | Ell mateix              |                            |
| 2003 | Mayor of the Sunset Strip                                      | Ell mateix              | Documental                 |
| 2003 | Dickie Roberts: Former Child Star                              | Ell mateix              |                            |
| 2004 | Serial Killing 4 Dummys                                        | Store Clerk             |                            |
| 2004 | My Date with Drew                                              | Ell mateix              | Documental                 |
| 2004 | American Fame Pt. 1: Drowning River Phoenix                    |                         | Curtmetratge               |
| 2004 | No Witness                                                     | Mark Leiter             |                            |
| 2004 | The Birthday                                                   | Norman Forrester        |                            |
| 2004 | Puppet Master vs Demonic Toys                                  | Robert Toulon           |                            |
| 2005 | Space Daze                                                     | Ell mateix              |                            |
| 2008 | Terror Inside                                                  | Allen                   |                            |
| 2008 | Lost Boys: The Tribe                                           | Edgar Frog              |                            |
| 2009 | Hooking Up                                                     | Ryan Thompson           |                            |
| 2009 | Lucky Fritz                                                    | Lucky Fritz             |                            |
| 2009 | Splatter                                                       | Jonny Splatter          |                            |
| 2010 | Lost Boys: The Thirst                                          | Edgar Frog              |                            |
| 2011 | We Will Rock You                                               | Samuel Stilman          |                            |
| 2012 | Six Degrees of Hell                                            | Kyle Brenner            | [ 127 ]                    |
| 2013 | The Zombie King                                                | Kalfu                   | [ 128 ]                    |
| 2013 | Crystal Lake Memories: The Complete History of Friday the 13th | Ell mateix/narrador     | [ 129 ]                    |
| 2018 | Corbin Nash                                                    | Queeny                  |                            |
| 2020 | My Truth: The Rape of 2 Coreys                                 |                         | [ 130 ] [ 131 ]            |
| 2021 | 13 Fanboy                                                      | Mike Merryman           |                            |
| 2022 | SAVJ                                                           | Tank Standing Buffalo   | Veu                        |

### Televisió
| Any       | Títol                                   | Paper            | Notes                                                        |
| --------- | --------------------------------------- | ---------------- | ------------------------------------------------------------ |
| 1978      | Eight is Enough                         | Nen              | Episodi: Cops and Toddlers                                   |
| 1978      | Alice                                   | Orfe             | Episodi: "Who Ordered the Hot Turkey?"                       |
| 1978–1980 | The Bad News Bears                      | Regi Tower       | 26 episodis                                                  |
| 1979      | Willa                                   | T.C.             | Telefilm                                                     |
| 1979–1982 | The Love Boat                           | Mike / Charlie   | 2 episodis                                                   |
| 1980      | Mork & Mindy                            | Billy            | 2 episodis                                                   |
| 1980      | Love, Natalie                           | Franklin         | Telefilm                                                     |
| 1980      | Father Figure                           | Bobby            | Telefilm                                                     |
| 1981      | How to Eat Like a Child                 | Corey            | Telefilm                                                     |
| 1982      | The Kid with the Broken Halo            | Rafe             | Telefilm                                                     |
| 1982      | Cass Malloy                             | "Little Big" Jim | pilot desenvolupat a She's the Sheriff                       |
| 1982–1983 | Madame's Place                          | Buzzy St. James  | 15 episodis                                                  |
| 1983      | Cheers                                  | Moose            | Temporada 2, episodi 8: "Manager Coach"                      |
| 1983      | Still the Beaver                        | Corey Cleaver    | Pilot Movie                                                  |
| 1984      | One Day at a Time                       |                  | Episodi Another Man's Shoes                                  |
| 1986      | Family Ties                             |                  | Episodi: "The Disciple"                                      |
| 1990      | Exile                                   |                  |                                                              |
| 1992      | Married... with Children                | Ralph            | Episodi: "T-R-A Something, Something Spells Tramp"           |
| 1994      | Tales from the Crypt                    |                  | Episodi: "The Assassin"                                      |
| 1995      | Dweebs                                  |                  | Cancel·lat després de 10 episodis                            |
| 1996      | Sliders                                 |                  | Episodi: "Electric Twister Acid Test"                        |
| 1998      | Legion                                  |                  |                                                              |
| 1999      | Big Wolf on Campus                      |                  | Episodi: "What's the Story Mourning Corey?"                  |
| 1999      | The Crow: Stairway to Heaven            |                  | Episodi: "Brother's Keeper"                                  |
| 2001      | Lovesick                                |                  | Pilot                                                        |
| 2003      | The Surreal Life                        |                  | Membre del repartiment el 2003. Va aparèixer en 10 episodis. |
| 2004      | Greg The Bunny                          |                  | Apareix com a ell en l'episodi Jimmy Drives Gil Crazy        |
| 2004–2006 | Super Robot Monkey Team Hyperforce Go!  | SPRX-77          | Apareix en 52 episodis.                                      |
| 2004      | Puppet Master vs Demonic Toys           | Robert Toulin    | Telefilm                                                     |
| 2007      | Robot Chicken                           | Corey Feldman    | Episodi: "Federated Resources"                               |
| 2007–2008 | The Two Coreys                          | Ell mateix       | 19 episodis                                                  |
| 2010      | Warren the Ape                          |                  | 2 episodis                                                   |
| 2011      | Psych                                   | Thorn            | Episodi: "This Episodi Sucks"                                |
| 2011      | Proving Ground                          |                  | Episodi: "Gadgets from The Goonies"                          |
| 2012      | Dancing on Ice                          |                  |                                                              |
| 2012      | Celebrity Juice                         | Ell mateix       | 2 episodis                                                   |
| 2012      | Border Security: Canada's Front Line    | Ell mateix       | 2 episodis                                                   |
| 2013–2017 | Les tortugues ninja                     | Trinxant         | 12 episodis                                                  |
| 2015      | Turbo FAST                              | Torquer          | Veu; Episodi: The Day Mel Fell                               |
| 2016      | Hollywood Medium with Tyler Henry       | Ell mateix       | Episodi: Corey Feldman / Rachel Hunter                       |
| 2017      | American Dad!                           | Anunciant        | Veu; Episodi: A Whole Slotta Love                            |
| 2018      | Minecraft: Story Mode                   | Magnus           | Veu; 3 episodis                                              |
| 2020      | Marriage Boot Camp: Reality Stars       | Ell mateix       | Episodi: Family Edition                                      |
| 2020      | JJ Villard's Fairy Tales                | Huntsman / Guard | Veu; Episodi: Snow White                                     |
| 2023      | Only You: An Animated Shorts Collection | Veu              | Veu; Episodi: Monstr                                         |
| 2024      | The Masked Singer                       | Ell mateix/Seal  | Temporada 11 participant                                     |

### Vídeos musicals
| Any  | Títol                       | Artista                | Paper                 |
| ---- | --------------------------- | ---------------------- | --------------------- |
| 1985 | "The Goonies R Good Enough" | Cyndi Lauper           | Ell mateix            |
| 1989 | "Liberian Girl"             | Michael Jackson        | Ell mateix            |
| 2000 | "Hit or Miss"               | New Found Glory        | Officer Corey Feldman |
| 2002 | "We Are All Made of Stars"  | Moby                   |                       |
| 2011 | "Last Friday Night"         | Katy Perry             | Kirk Terry            |
| 2013 | "City of Angels"            | Thirty Seconds to Mars |                       |

### Videojocs
| Any  | Títol                                            | Veu              | Notes      |
| ---- | ------------------------------------------------ | ---------------- | ---------- |
| 1996 | Normality                                        | Kent Knutson     | US version |
| 2014 | Teenage Mutant Ninja Turtles: Danger of the Ooze | Trinxant         |            |
| 2015 | Minecraft: Story Mode                            | Magnus the Rogue |            |

## Discografia

### En solitari
- Love Left (1994)
- Former Child Actor (2002)
- Angelic 2 the Core (2016)
- Love Left 2: Arm Me with Love (2021)

### Amb Corey Feldman's Truth Movement
- Still Searching for Soul (1999)
- Technology Analogy (2010)

## Premis i nominacions
| Any  | Premi               | Categoria                                                                         | Nominat          | Resultat  |
| ---- | ------------------- | --------------------------------------------------------------------------------- | ---------------- | --------- |
| 1983 | Young Artist Awards | Millor actor jove, convidat a una sèrie                                           | The Love Boat    | Nominat   |
| 1984 | Young Artist Awards | Millor actor jove, convidat en una sèrie de televisió                             | Lottery!         | Nominat   |
| 1985 | Young Artist Awards | Millor actor de repartiment jove en una pel·lícula                                | Gremlins         | Nominat   |
| 1985 | Premi Saturn        | Millor actuació d'un actor jove                                                   | Gremlins         | Nominat   |
| 1986 | Young Artist Awards | Actuació excepcional d'un actor jove – pel·lícula                                 | Els Goonies      | Nominat   |
| 1987 | Young Artist Awards | Premi Jackie Coogan (Compartit amb Wil Wheaton, River Phoenix, i Jerry O'Connell) | Compta amb mi    | Guanyador |
| 1988 | Young Artist Awards | Millor actor jove en una pel·lícula de terror                                     | Joves ocults     | Guanyador |
| 1989 | Young Artist Awards | Millor actor jove en una pel·lícula de comèdia                                    | License to Drive | Guanyador |